# Совет по делам религий при Кабинете министров СССР
Совет по делам религий при Совете министров СССР — государственный орган при Правительстве СССР, занимавшийся вопросами религий на территории Союза Советских Социалистических Республик в период с 1965 по 1991 годы.

## История и функции
Совет по делам религий был создан в декабре 1965 года, по окончании хрущёвской антирелигиозной кампании в результате слияния двух органов, подведомственных Совету министров СССР — Совета по делам Русской православной церкви (образован 14 сентября 1943 года) и Совета по делам религиозных культов (образован 19 мая 1944 года). Основной целью нового учреждения стало «последовательное осуществление политики Советского государства в отношении религий, контроля за соблюдением законодательства о религиозных культах».
Совет принимал решения о регистрации и снятии с регистрации религиозных объединений, об открытии и закрытии молитвенных зданий и домов, осуществлял связь между правительством СССР и религиозными организациями. На местах имел подчинённых ему уполномоченных лиц. Все служители культа в СССР для осуществления своей профессиональной деятельности должны были иметь регистрацию Совета. Несмотря на формально декларируемое невмешательство государственных органов в дела религиозных организаций, Совет пытался контролировать их органы управления, в частности Святейший синод Русской православной церкви. Заместитель председателя Совета В. Фурсов, отчитываясь перед ЦК КПСС за период 1974 — начало 1975 годов, утверждал: «Синод находится под контролем Совета. Вопрос подбора и расстановки его… членов был и остаётся всецело в руках Совета… Ответственные сотрудники Совета проводят систематическую воспитательно-разъяснительную работу с членами Синода, устанавливают с ними доверительные контакты».
В поздние брежневские годы Совет был значительно укреплён: в 1976 году его уполномоченные были приравнены по материально-бытовому обеспечению и обслуживанию служебными автомобилями к «начальникам главных управлений при Совете министров союзной республики, руководителям ведомств автономной республики, начальникам самостоятельных управлений крайисполкомов и облисполкомов», а в 1980 году штат Совета был увеличен на 40 %. В 1980 году было установлено, что уполномоченный назначается Советом, но по представлению местных властей: Советов министров союзных и автономных республик, исполкомов краевых или областных Советов народных депутатов. В то же время в 1970-е годы был создан параллельный республиканский орган — Совет по делам религий при Совете министров Украинской ССР. Отношения между двумя Советами были отнюдь не гладкими. 24 февраля 1977 года союзный Совет даже принял специальное постановление, в котором критиковал украинский Совет за занижения показателей по правонарушениям среди духовенства и за необоснованные отказы в регистрации религиозных общин.

## Упразднение
Вызванные политикой Перестройки и гласности перемены в советском обществе оказали существенное влияние на деятельность Совета по делам религий. В 1991 году Совет был лишён регистрационных, распорядительных и контролирующих функций. Назначением Совета стало обеспечение «права граждан на свободу совести, их равноправия независимо от отношения к религии, равенства всех религий и вероисповеданий перед законом, соблюдения принципов отделения церкви от государства и школы от церкви, а также укрепления взаимопонимания и терпимости между религиозными организациями различных вероисповеданий внутри страны и за границей».
В связи со вступлением в силу закона СССР «О свободе совести и религиозных организациях в СССР» от 1 октября 1990 года институт Уполномоченных Совета по делам религий был упразднён. Постановлением Государственного Совета СССР от 14 ноября 1991 года, Совет по делам религий был упразднён. В некоторых регионах в процессе упразднения Совета были созданы структуры, выполнявшие его функции. Например, распоряжением Совета министров Башкирской ССР от 16 ноября 1990 года аппарат Уполномоченного Совета по делам религий был преобразован в Совет по делам религий при Совете министров Башкирской ССР, причём действовавший на тот момент Уполномоченный А. Н. Муратшин стал его председателем.

## Председатели Совета
- Владимир Алексеевич Куроедов (1965—1984)
- Константин Михайлович Харчев (1984—1989)
- Юрий Николаевич Христораднов (1989—1991)